# Općina Češinovo-Obleševo
Općina Češinovo-Obleševo (makedonski: Општина Чешиново-Облешево) je jedna od 80 općina Republike Sjeverne Makedonije koja se prostire na istoku Sjeverne Makedonije. 
Upravno sjedište ove općine je selo Obleševo.

## Zemljopisne osobine
Općina Češinovo-Obleševo nalazi se u dolini rijeke Bregalnice u njenom južnom dijelu - Kočanskom polju. Na sjeveru općine uzdižu se Osogovske planine.
Općina Češinovo-Obleševo graniči s općinom Kočani na sjeveru, te s općinom Zrnovci na istoku, s općinom Karbinci na jugu, te s općinom Probištip na zapadu.
Ukupna površina Općine Češinovo-Obleševo  je 132.2 km².

## Stanovništvo
Općina Češinovo-Obleševo  ima 7 490 stanovnika. Po popisu stanovnika iz 2002. nacionalni sastav stanovnika u općini bio je sljedeći; .

## Naselja u Općini Češinovo-Obleševo
Ukupni broj naselja u općini je 14, od toga sva imaju status sela.

## Pogledajte i ovo
- Osogovske planine
- Sjeverna Makedonija
- Općine Sjeverne Makedonije

## Vanjske poveznice
- Općina Češinovo-Obleševo na stranicama Discover Macedonia